# Кейт Ґледгілл
Кейт Ґледгілл (англ. Keith Gledhill; 16 лютого 1911 — 2 червня 1999) — колишній американський тенісист.
Перемагав на турнірах Великого шолома в парному розряді.
Завершив кар'єру 1942 року.

## Фінали турнірів Великого шолома

### Одиночний розряд (1 поразка)
| Результат | Рік  | Турнір              | Покриття | Суперник                 | Рахунок            |
| --------- | ---- | ------------------- | -------- | ------------------------ | ------------------ |
| Поразка   | 1933 | Чемпіонат Австралії | Трава    | Джек Кроуфорд (тенісист) | 6–2, 5–7, 3–6, 2–6 |

### Парний розряд (2 перемоги)
| Результат | Рік  | Турнір              | Покриття | Партнер       | Суперники                          | Рахунок             |
| --------- | ---- | ------------------- | -------- | ------------- | ---------------------------------- | ------------------- |
| Перемога  | 1932 | Чемпіонат США       | Трава    | Елсворт Вайнс | Вілмер Еллісон Джон Ван Рин        | 10–8, 6–4, 4–6, 7–5 |
| Перемога  | 1933 | Чемпіонат Австралії | Трава    | Елсворт Вайнс | Джек Кроуфорд (тенісист) Едґар Мун | 6–4, 6–3, 6–2       |